# Tevékenységdiagram

UML 1.x Tevékenységdiagram irányított ötletbörze-folyamathoz

A tevékenységdiagramok a lépésenkénti tevékenységek és műveletek munkafolyamatainak grafikus ábrázolásai a választás, az iteráció és a párhuzamosság támogatásával. A Unified Modeling Language-ben a tevékenységdiagramok mind a számítási, mind a szervezeti folyamatokat (vagyis a munkafolyamatokat), valamint a kapcsolódó tevékenységekkel kereszteződő adatáramlásokat modellezik. Bár a tevékenységdiagramok elsősorban az ellenőrzés teljes folyamatát mutatják be, tartalmazhatnak olyan elemeket is, amelyek egy vagy több adattáron keresztül mutatják a tevékenységek közötti adatáramlást.

## Felépítés
A tevékenységdiagramok korlátozott számú, nyilakkal összekapcsolt alakzatból épülnek fel. A legfontosabb alaktípusok a következők:
- az oválisok cselekvéseket jelentenek;
- a rombuszok a döntéseket képviselik;
- az  oszlopok az egyidejű tevékenységek kezdetét (felosztás) vagy végét (csatlakozás) jelzik;
- egy fekete kör a munkafolyamat kezdetét (kezdeti csomópontját) jelöli;
- egy körbe zárt fekete kör jelenti a végét (végső csomópont).

A nyilak az elejétől a vége felé haladnak, és a tevékenységek sorrendjét jelzik.
A tevékenységdiagramok egyfajta strukturált folyamatábrának tekinthetők a hagyományos adatáramlási diagrammal kombinálva. A tipikus folyamatábrázolási technikákból hiányoznak az egyidejűség kifejezésére szolgáló konstrukciók. A tevékenységdiagramokban az összekapcsolási és szétválasztási szimbólumok azonban csak egyszerű esetekben oldják meg ezt. A modell jelentése nem egyértelmű, ha ezeket a szimbólumokat tetszőlegesen kombinálják döntésekkel vagy ciklusokkal.
Míg az UML 1.x-ben a tevékenységdiagram az állapotdiagram speciális formája volt, az UML 2.x-ben a tevékenységdiagramokat újraformázták, hogy Petri-hálószerű szemantikára épüljenek, bővítve a tevékenységdiagramok segítségével modellezhető helyzetek körét.
A 2.x verziójú UML tevékenységdiagramok különböző területeken használhatók, például beágyazott rendszerek tervezésénél. Egy ilyen specifikáció modellellenőrzési technikákkal ellenőrizhető.

## Fordítás
Ez a szócikk részben vagy egészben  az   Activity diagram című angol Wikipédia-szócikk ezen változatának fordításán alapul.  Az eredeti cikk szerkesztőit annak laptörténete sorolja fel. Ez a jelzés csupán a megfogalmazás eredetét és a szerzői jogokat jelzi, nem szolgál a cikkben szereplő információk forrásmegjelöléseként.